# マーティン・ブランドル
マーティン・ジョン・ブランドル（Martin John Brundle, OBE, 1959年6月1日 - ）は、イングランド出身のレーシングドライバー、モータースポーツ解説者。1990年ル・マン24時間レース覇者。元F1ドライバー。弟はロビン・ブランドル、息子はアレックス・ブランドルである。

## 経歴
父・ジョンはラリードライバーとしてのキャリアがあり、ノーフォーク州で最大のトヨタ車ディーラーである「ジョン・ブランドル商会」を経営していた。モータースポーツへの理解がある家庭に育ち、ブランドルは13歳の時にフォード・アングリアで草レースに初めて出場した。高校時代は地元サッカークラブのU-16チーム主将としてプレーしていた。

### 初期の経歴
草レースだけでなくホット・ロッドなども経験し、実家がトヨタ・ディーラーだった縁もありトヨタ・セリカで1977年のイギリスサルーンカー選手権にプライベイターとして出場し始めた。
1979年に初めてシングル・シーターに乗り、FF2000を自分で整備しながら参戦して上位を走れたことに喜びを感じ、レース熱はさらに高まって行った。
1980年、BMWによるカントリー・チャンピオンシップ・イベントでチャンピオンとなった。このBMWの選手権にはトム・ウォーキンショーが関わっており、以後長い間ブランドルの才能を認める理解者となった。
1981年、ウォーキンショーのチームからBP・アウディでイギリスサルーンカー選手権に参戦。スターリング・モスとチームメイトになるなどイギリスレース界で存在がクローズアップされ始めた。同年の後半にイギリスF3にデビュー。

### F3
1982年、マールボロ・イギリスF3シリーズにデイブ・プライス・レーシングからフル参戦、2勝を挙げランキング4位を獲得。
1983年、FIAヨーロッパF3シリーズへの参戦を計画したが、直前で話が流れてしまった。しかし悪い事ばかりではなく、ブランドルはイギリスで有望な若手に与えられる「グローブウッド賞」を受賞し、賞金5000ポンドを獲得。さらに家族からも5000ポンドの支援を受け取り、これを元手にイギリスF3にチームを持っていたエディ・ジョーダンに掛け合い、新たな参戦計画を実現させてイギリスF3に再参戦することになった。同年はアイルトン・セナとチャンピオン争いを展開し、開幕9連勝などシーズン前半は圧倒的なリードを築いていたセナに対し、ブランドルは後半に猛追、計6勝を挙げ一時は逆転したが、最終戦までもつれ込んだ末再逆転を許しシーズン2位となった。
同年のシーズンオフにはセナ、ステファン・ベロフと共にF1テストに呼ばれ、マクラーレンとティレルをテストランする機会が与えられ、初めてF1マシンを経験した。

### F1への交渉
F3で実績を積んだブランドルの元には、1984年のヨーロッパF2選手権でチャンピオンを狙えるチーム体制を持つラルトワークスのロン・トーラナックからも「うちに来れば初年度にチャンピオンを獲れる。うちのラルト・ホンダをテストしないか」とオファーがあったが、このテストドライブの参加は「走行の前に1984年のラルトとの契約書にサインをすればテスト・ドライブができる」という条件があり、良いオファーだったが即答できなかった。理由は先にテストしたF1のティレルから「次のテストにも来てほしい」と言われていたことが影響した。ケン・ティレルは老練な交渉術で「君には才能がある。君をできるだけ長い間面倒見よう」など若手レーサーが言われれば有頂天になるような誘い方でブランドルをキープしていたが、他にもジョナサン・パーマーやジョン・ワトソンなど何人も候補がおり、契約サインはなかなか書かせないという交渉術で「この3～4ヶ月、このさき一体どうなるのかと毎日気が気じゃない数か月だった」とブランドルは述べている。この時点ではまだ実家の「ジョン・ブランドル商会」で週に4台は新車を売りさばくセールスマンとして仕事をし、やりがいも感じていたので、1983年クリスマスの時点ではレーサーとしてプロにならず、家業を大きくするのも悪くないと考えることもあった。年が明け、開幕が近づいてようやくケン・ティレルからオッカムにあるファクトリーに来るよう呼び出されると、「君と契約する。3年契約だ。他から良いオファーが来ても必ず3年居てくれ」と正式書類が準備されており、この契約書にサインを書いた。多くいたティレルの候補の中で最初の本契約だった。シート争いに敗れたパーマーはこのあと弱小チームと言われるRAMと契約し、ブランドルが断ったF2ラルト・ホンダには代わりにロベルト・モレノが加入することになった。

### 1984年
1984年にティレルからF1デビュー。この時点でティレルはF1参戦チームで唯一のターボ・エンジンを持たないチームになっていた上、シャシーも新型ではない012の継続使用であったが、開幕戦ブラジルGPで5位に入りF1初戦で入賞を果たす。第8戦アメリカ東GP（デトロイトGP）では予選11位から追い上げ、トップのネルソン・ピケから0.8秒差の2位でフィニッシュ、初表彰台を記録。この年唯一のNAエンジン搭載チームながら、チームメイトのベロフと共に速さを見せ、新人離れした走りで注目を浴びていた。
しかしこのGPで、チームのシーズンを通した悪質な車両違反が発覚（水タンク事件）、最終的な裁定が下るまで参戦は許されたものの、続く第9戦アメリカGP（ダラスGP）で負傷し離脱。また、上記の車両違反を受け、シーズン終了後にベロフ共々1984シーズンの成績はすべて抹消され失格扱いとなった。

### 1985年
ベロフと共にティレルに残留するも、前年のチーム不祥事からテクニカル・スポンサー以外のスポンサーは全て撤退しており、苦しいシーズンを送る。9月にはチームメイトのベロフが、F1と並行し参戦していたWEC第7戦で事故死してしまった（ベロフ同様、ブランドルも同選手権にダブルエントリーしていた）。シーズン途中からティレルがルノーとの契約に成功し、待望のターボ・エンジン搭載車となる014が投入されたが、急造マシンでもありティレルの成績はターボ・エンジン獲得後以後も平凡なリザルトが続いた。
チームメイトとの成績でも、ベロフが4位1回・6位1回、ベロフの後任を務めたうちの1人イワン・カペリが5位1回の入賞を記録したのに対し、ブランドルの最高位は3回の7位に留まり、ポイントを獲得できなかった。

### 1986年
ティレルとの3年契約の最終年。チームメイトはサポートするルノーとエルフからの推挙もありフィリップ・ストレイフとなった。ブランドルは開幕戦ブラジルGPで5位入賞。初年度となる1984年の成績を抹消されている為、公式記録ではこれがF1初入賞となった。その後第9戦イギリスGPでも5位、第11戦ハンガリーGPでは6位、最終戦オーストラリアGPでは4位に入り、計4度の入賞となった（シーズン11位）。この年をもってティレルとの契約は終了し、ブランドルは他チームと交渉するが、同期生であるセナは既に前年トップチームの一角であるロータスに加入しており、自身は長期契約に縛られ動けなかったことに関して「セナはあの当時（1983）からF3ボーイと思えない老練な考え方を持っていた。彼はトールマンと最初のF1契約を結ぶときに違約金さえ何とかなればいつでも破棄できる契約を結び、より強力なマシンに乗るチャンスを逃さないよう準備出来ていた。一方の私はティレルと契約しF1に乗れるということに喜びすぎて、動けるチャンスが無い3年契約に飛びついてしまった。あの時点でセナは私よりかなり精神的に大人だった」と証言している。

### 1987年
ティレルを離れ、ドイツのザクスピードに移籍。しかし871の戦闘力は低く、ターボ・エンジンの信頼性も乏しく10度のリタイヤ・2度の周回不足・1度の失格処分を喫した。完走した3戦のうち、第2戦サンマリノGPでは5位に入賞、結果的にはザクスピードのF1参戦成績における唯一の入賞をチームにもたらした（ブランドルのシーズン成績はランキング18位）。チームオーナーのエリッヒ・ザコウスキーは「彼はこれまでチームに在籍した中で間違いなく一番良いドライバーだ。彼のおかげでザクスピードはグランプリの戦い方をマスターし、進歩させることが出来た」と述べた。
またWSPCにも3度スポット参戦、1勝をマークした。この年より、ル・マン24時間レースにも参戦するようになる。
同年のザクスピードでの1年が「全く不本意だったと感じた」ことから、ブランドルは一度F1を離れる決断をする。後年のインタビューにて「1987年の終わりに一度F1を離れて自分のキャリアをコントロールすべきだと思った。これ以上F1の下位に居続けるよりも、別カテゴリーで成功を収めたほうがキャリアのためだと思いジャガー (TWR)に行って、ただ速いだけのドライバーじゃなくて成熟できたし、才能が完成されて行ったと思う。自信をもってF1に戻っていけた」と語っている。

### 1988年
WSPCを主として参戦、ジャガー・XJR-9を駆り計5勝を挙げ、年間王者に輝いた。IMSAにも参戦しており、デイトナ24時間レースで優勝するなど年間5位の成績を収めた。
この年F1にはレギュラー参戦していなかったが、水疱瘡に感染したナイジェル・マンセルの代役として、第11戦ベルギーGPのみウィリアムズから出走。急遽搭乗したFW12でウェットコンディションとなった予選2日目にトップタイムをたたき出す活躍を見せ、決勝も7位で完走した。

### 1989年
ブラバムからF1に出走、2年ぶりのF1レギュラー参戦となった。ブラバムは前年を参戦休止したため、同年F1に導入された金曜朝の予備予選から出走する必要があったが、BT58は基本性能がよく、チームメイトのステファノ・モデナと共に予備予選ではレベルの違う速さだったためフジTVによる中継では「予備予選のマクラーレン」と呼ばれた。第3戦モナコGPでは予選4位を獲得、決勝でも3位を走行し続けたがバッテリートラブルによりピットで約3分をロスするバッテリー交換を強いられ後退。その後再び追い上げを見せ5位まで回復させるなど特に前半戦は好走を見せたが、チーム資金面の問題でシーズン後半はマシン開発が停滞、相対的な戦闘力も下がり、5位1回・6位2回の入賞に留まる。また、チームオーナーのヨアヒム・ルーティが巨額横領容疑により逮捕され資産が凍結されたためチームからの給与が未払いとなり、裁判に発展することとなる。

### 1990年
当初はブラバムと契約更新し参戦予定だったが、上記の給与未払いの問題や、ルーティの容疑問題が一向に解決に向かわず、チーム内の混乱に嫌気がさしたブランドルはシーズン開幕前の合同テストに姿を現さず、テスト走行は去年のマシンのまま、モデナとグレガー・フォイテクの2人で行われた。後日、ブランドルはブラバムを見切り、チームからの離脱を表明。この年は1度もF1を走ることはなかった。
再びシルクカット・ジャガーへと移籍し、WSPCに参戦。ル・マン24時間レースでは、ジョン・ニールセン、プライス・コブと共に総合優勝を果たした。同年をブランドルは「F1を離れてジャガーに行ったのは結果を見ても正しかったと思う。満足のシーズンだった」と言い充実した年となった。WSPCでは1勝を記録しシーズン8位となった。

### 1991年
前年途中に日本人実業家の中内康児がブラバムの新オーナーとなり、国際F3000に参戦していたミドルブリッジ・レーシングによるチーム運営（株式会社ジェイクラフトとの提携運営）、ハービー・ブラッシュにより現場が指揮される体制が確認されたため、ブラバムと契約しF1に復帰する。復帰の経緯を、「僕が去った時とは全く別のチームと言えた。名前は同じブラバムだったけど完全に変わっていた。個人的には、信頼できるハービー・ブラッシュがこれまで以上に権限を持って現場を指揮するというのが大きかった」と当時の状況を述べている。チームメイトは後にブランドルとのコンビで「MBコンビ」と呼ばれる新人マーク・ブランデル。ヤマハV12エンジンを搭載したブラバム・BT60Yで第15戦日本GPでは5位入賞する（シーズンランキング15位）。この年途中から懇意であるトム・ウォーキンショーがベネトン入りしており、終盤戦からネルソン・ピケに替わってブランドルがベネトンに加入するプランが水面下で進行していたが、この案はベネトンが支払うピケへの違約金の額が大きかったことから実現せず、ブランドルのベネトン加入は翌年からとなった。
また、この年WSPCから規格変更・改称されたSWCにも参戦し1勝をマークした。

### 1992年
ベネトンのシートを獲得し、初めて競争力のあるマシンでフル参戦する機会を得た。この年以降、F1キャリアにおける総ポイントの多くを獲得することになる。序盤こそトラブルが続き、開幕から4戦連続でリタイヤを喫したが、第5戦サンマリノGPでは4位で入賞を果たした。
第9戦イギリスGPでは、F3時代のライバルだったセナをスタートで抜き3位を奪取、セナに仕掛けられた場面では抑え切るなど順位をキープしたままゴール、母国で表彰台に上がった。その後も第12戦イタリアGPで自身最高位となる2位を記録するなど、全16戦中完走した11回のレースではすべて入賞し、うち表彰台5回の最終成績を収め、ランキング6位を獲得。特にフランスGP以降は、最終戦オーストラリアGPまで9戦連続入賞を記録した。
しかしベネトンのフラビオ・ブリアトーレの構想では、荒削りながら若手として速さを見せていた同僚・ミハエル・シューマッハが確固たるエース・ドライバーであり、予選ではシューマッハに全敗を喫しているブランドルは決勝で結果を残しながらも地味な役回りとなった。結局翌1993年にリカルド・パトレーゼがチームに移籍してくることが決定すると、チームを離れることとなった。ベネトンとの契約が打ち切られたのはブリアトーレの独断であり、第11戦ハンガリーGPにおいて知り合いの記者から「来シーズンはどうする予定ですか？」と質問された事で初めて自身の境遇を把握したと後に語っている。後年にはブリアトーレやパット・シモンズが「パトレーゼのためにブランドルを切ったのは明白な間違いだった。」と認める結果となった。
30年後の2022年、イギリスのレース誌インタビューにてブランドルはこの1992年に起きた印象深かった出来事を公開した。この年の夏はマンセル、セナ、アラン・プロストの3名で誰が翌年「最強の」ウィリアムズ・ルノーに乗るかの椅子取りゲームが盛んに報道されていたが、ブランドルも1988年に続いてフランク・ウィリアムズから打診を受けた1人だった。セナが「来年のウィリアムズに乗れるならギャラは無くてもいい」と言った有名な発言があったあと、マンセルが第13戦イタリアGP会場でインディカーへの転向を発表した。そのイタリアGP決勝ではセナが優勝、ブランドルが2位で一緒に表彰台に立っていたが、この表彰台でセナが一瞬身をかがめ口元が群衆に見えないようにして「来年、ウィリアムズでチームメイトになるらしいよ。」とブランドルに喋った。「とても興味深い一言だったよ。セナは、ウィリアムズが僕を候補にしているのを交渉の時に知らされており、なおかつ'93年からウィリアムズにセナ自身が行くことも確信していたんだ。注目されていたミカ・ハッキネンは同じ日にロータス残留発表があったし、リカルド（パトレーゼ）はすでにベネトンに行くサインをした後だ。でも、実際にはセナも僕も2人とも翌年ウィリアムズにはいなかった。あの日の表彰台ではチームメイトになると明確に思っていたのにね。」と2人の思い出の会話を語った。また、第7戦カナダGPは自分に優勝のチャンスが最も大きかったとも回想し、「あれは勝つレースだったんだ。シューマッハをうまくパスして、トップのベルガーより速く、どう抜こうかって時だった。いつもは壊れることが無いB192なのに、デフのボルトが間違った取り付け方をされていて、それが壊れた。あのまま勝てていたら、もういくつか勝てたとも思う。キャリアの潮目であり、後でブリアトーレに聞いたところではベネトンのシートを失う決め手にもなったんだ。あのデフボルトに僕のキャリアは壊されたし、とっても高くついた。」と述べている。

### 1993年
リジェに移籍、第3戦サンマリノGPでの3位表彰台、第8戦フランスGPでの予選3位など速さを見せ、7度の入賞（3位1回・5位3回・6位3回）でランキング7位を獲得。1991年にもブラバムでチームメイトだった「MBコンビ」であるブランデルとともに活躍し、チームをランキング5位に導いた。
しかしチームは政治的意向からフランス人ドライバーの起用を求めたこともあり、1年でチームから離脱した。

### 1994年
プジョーが推すフィリップ・アリオーとのシート争いを制しマクラーレンから参戦。この際はギリギリまでシートが決まらず、開幕直前の2月末で決定したものであった。マシンの信頼性が低くリタイヤが多かったが、ドライバーの腕が反映されると言われる第4戦モナコGPで2位表彰台に立つ等、2度の表彰台を含め5度の入賞（2位～6位各1回ずつ）を記録しランキング7位となった。
しかし、1992年時のシューマッハ同様、若手の有力候補だったミカ・ハッキネンに速さで後塵を拝し、予選では全敗・決勝でも入賞すれば全て表彰台だったハッキネンに対し、ポイント獲得数で差をつけられる形となった。ナイジェル・マンセルのF1復帰もあり、再び1年でチームを離脱した。

### 1995年

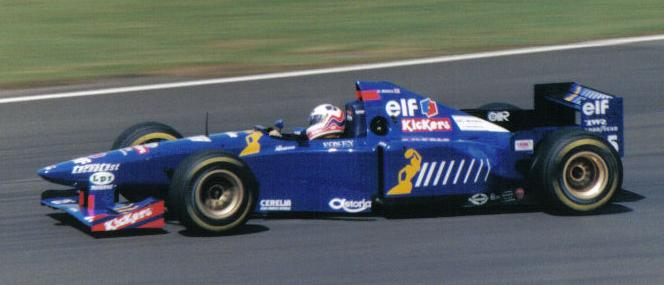
1995年イギリスグランプリでのブランドル

オリビエ・パニスのチームメイトとして、2年ぶりにリジェに復帰した。しかしこれは、既にエンジン供給先の無限との関係で、日本人の鈴木亜久里が先にシートを得ていたものを、スポーツカーレース時代からブランドルに絶対の信頼を寄せるトム・ウォーキンショーが強引にねじ込むという、曰く付きなものだった。
形式上は亜久里とシェアとなっていたが、結局大半のグランプリでマシンをドライブ、第7戦フランスGPで4位・第11戦ベルギーGPでは3位表彰台を記録している（ランキング13位）。この年も1年でのチーム離脱となった。

### 1996年
イギリスF3当時に所属したジョーダンに移籍、13年ぶりにエディ・ジョーダンとの共闘となった。開幕戦オーストラリアGPでは、スタート直後の接近戦で他車と接触し宙を舞い、裏返しのままタイヤバリアに激突する激しいクラッシュを起こす。しかしすぐにマシンから這い出し、直後の再スタートに参加するというタフな面を見せた。この年は表彰台に立つことはなかったが、4位1回・5位1回・6位3回と計5度入賞、ランキングは11位だった。
翌年もチーム残留を希望したものの、チームは、ジャンカルロ・フィジケラとラルフ・シューマッハの若手コンビを選んだため、この年を最後に長きに渡ったF1でのキャリアに終止符を打った。1997年はプライベーターとしてWRC・RACラリーにも出場したが、リタイアに終わった。
1997年夏に、ザウバーが不調のセカンドドライバーニコラ・ラリーニと負傷したジャンニ・モルビデリの後任としてブランドルの復帰かアレクサンダー・ヴルツの獲得を調査していたが、ブランドルはスポット参戦での復帰を望まなかったためこの時のザウバー入りは断った。

### F1引退以降

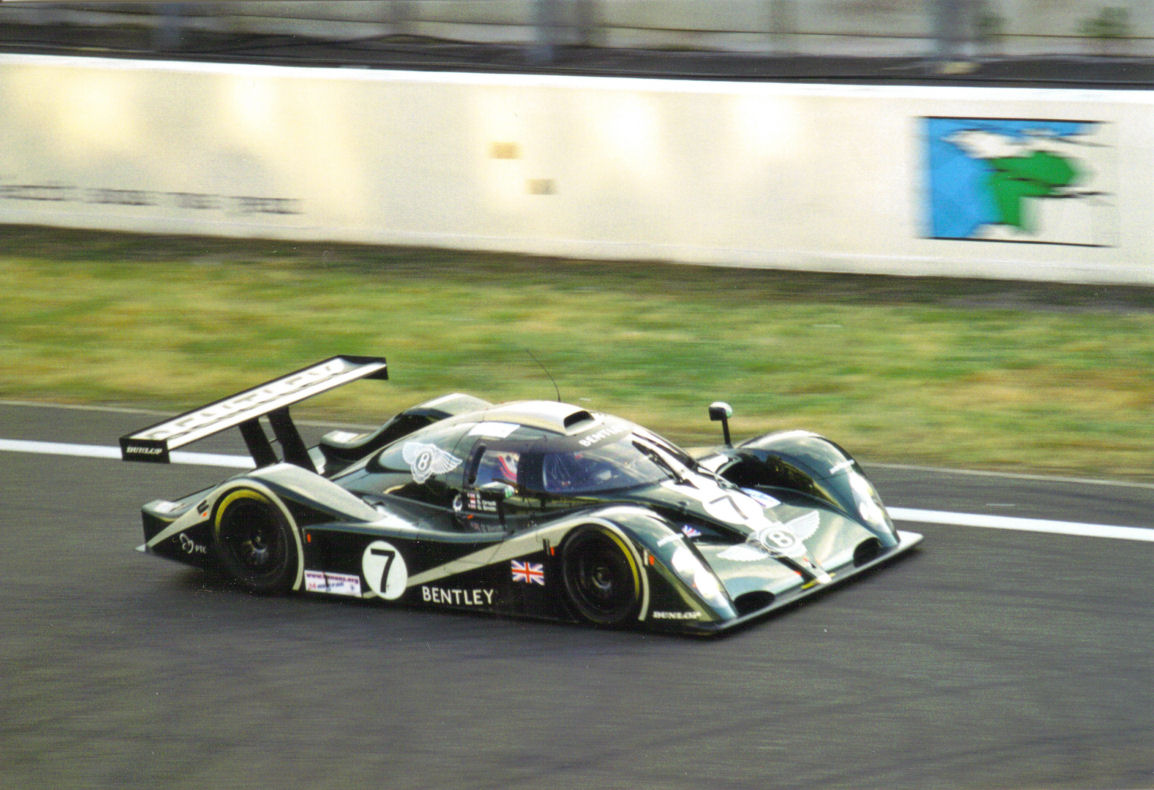
ベントレー・スピード8をドライブするブランドル（2001年ル・マン24時間）

F1引退以降もル・マン24時間レースには参戦、特に1998年・1999年はトヨタからの参戦であり、TS020を駆った。1999年にはWRC・RACラリーに2度目の参戦、TTEからスポット・ドライバーとして出場するもリタイアしている。
ドライバー業以外では、1997年よりイギリスITVにおけるF1中継で解説を長年担当。しかし2009年、BBCでの解説者へと移籍している。2019年には解説者としての功績を讃えられF1パドック殿堂入りした。
またかつての同僚であるマーク・ブランデルと共に、2004年にドライバー・マネージメント会社「2MB」を共同設立、ドライバー育成プログラムも運営していた。特にデビッド・クルサードのドライビング契約は、11シーズンに渡ってブランドルが交渉していたという。しかし2009年、クルサードの引退、同年よりF2に参戦する息子・アレックスへの支援に専念すること等を理由に、ブランドルはドライバーの全マネージメントから手を引いた。
その後、2011年シーズンにアメリカのグランダム選手権でF1リジェ時代以来18年ぶりのマーク・ブランデルとブラブラコンビを組み、2MBの若手ドライバー育成プログラム生であるザク・ブラウン、マーク・パターソンとともにユナイテッドオートスポーツウィズマイケルシャークレーシングからライリー・フォードを駆り開幕戦のデイトナ24時間耐久レースに出場した。(決勝は4位入賞)

## 人物
- F1においては、「優勝・ポールポジション（PP）・ファステストラップ（FL）」の全てを記録したことがないドライバーでは、最多出走という記録を持つ。好走したが目前の3位を逃した1989年モナコGPでは終盤猛追をする中でその時点でのFLを記録したが、その翌周にアラン・プロストが0.38秒更新し2番目の記録となった。この日1分25秒台に突入できたのはプロストとブランドルの2名だけであった[17]。その3年後、1992年モナコGPでも終盤までFLを保持していたが、ピットインで2位に転落したマンセルが、トップのセナを猛追する中でブランドルのベストタイムを4秒上回るラップを記録、ブランドルのFLは幻となった。
- 1980年のローカルレースで知り合ったトム・ウォーキンショーとの逸話は多く、お互いにF1にたどり着く確証など無いころからの信用であり、当時ウォーキンショーがフランス製GPAヘルメットのイギリスにおける代理店業をしていたので、その宣伝費から10,000ポンド捻出しブランドルと契約、この契約金はブランドルがレーサーとして金銭を初めて受け取る契約となり、1984年までGPAヘルメットユーザーであった。以後もウォーキンショーがジャガーチーム運営権を手にすればジャガーWSPCチームにブランドルを呼び、1995年のF1リジェチームでのシート割り当てまで続くという長年の信頼関係だった。
- 川井一仁はブランドルを「気配りの人」と記している[18]。リジェで先に決まっていた鈴木亜久里のシートに割り込むことになった時もピットで川井に合うと「(無限の)Mr.ヒロトシは怒ってるんじゃないの?」と気にしていたり、「このことで日本のファンから嫌われてしまうんじゃないか？」とも気にしていたという。
- 川井絡みのエピソードとしては1994年イタリアGPもある。予選中、マクラーレンのピットにいた川井に、「カズ、この間はごめんね。」と急に謝り出した。何の事か分からず尋ねると、2戦前のハンガリーGPで最終ラップに順位を落とし、機嫌を損ねてレース後の川井からのインタビューを断った事に対する謝罪であった。F1のみならずプロスポーツならどこにでもある光景なのだが、それを良しとせずわざわざ直接詫びを入れに来た事にむしろ川井は呆然としてしまったと言う[19]。
- 引退後、後輩であるデビッド・クルサードのマネージャーを務めていた[20]。
- ティレルと契約を結んだ1984年以前は家業のカーディーラー・セールスマンとして人に商品を売るセールス・トークを生業としていた。人にしゃべる能力はその時鍛えられF3時代から人とのコミュニケーション能力や話術の才能がある、ユーモアのセンスも良かったと後にレイトンハウス・マーチとジョーダングランプリで長くマネージャー職を務めるイアン・フィリップスから評されていた[2]。その能力は引退後に解説業とマネージメント業で活かされることになった。
- 2008年には、第7戦カナダGPにおけるバーニー・エクレストンへのインタビュー中に「ジプシー」を意味するスラングを使用、平等人権委員会から非難を受けた。しかし、「ユーモアを込めた使用であり、悪意は認められない｣とされ、テレビ監視委員会からの処分は無かった。
- 2009年に発覚したいわゆる「クラッシュゲート事件」に関しては、「情報がリークされたことでF1がダメージを負った」「F1という世界で途方もない利益を得てきたにもかかわらず、腹立ちに紛れた行動をした」など、事件の当事者となったネルシーニョとマネージャーを務めるその父・ピケを批判している。
- モータースポーツのほか放送界への貢献を評され、2025年に大英帝国勲章OBEを叙勲した[21]。

### 名前の類似
1991年にマーク・ブランデルとコンビを組んだ際、2人の名前が非常に似ていたことが「ブラバムのブラ・ブラコンビ」として日本で話題となった。2年後の1993年には再びチームメイトとなり、1度ならず2度コンビを組んだことで更に注目されることとなる。当時実況を担当していた古舘伊知郎から「MBコンビ」「アナウンサー泣かせ」「F1界の峰竜太と竜雷太」と言われていた他、1993年の開幕前のF1ポールポジションでは、ドライバー紹介の前に、漫才舞台の横に「ぶらんどる&ぶらんでる」とお笑いコンビのように表記された絵を登場させるネタも見られた。
これらはあくまで日本でのことだったが、2004年に2人で共同設立したドライバー・マネージメント会社は、共にイニシャルが同じことから「2MB」だった。その後ブランドルはテレビでの解説や他のことに集中するために会社から離れることとなり、2009年1月以降はブランデルが単独でオーナーとなった。社名は「2MB」のまま引き継がれ、その後2013年7月5日付で「MB PARTNERS」に改名された。

## レース戦績

### イギリスサルーン選手権
| 年     | チーム                                                 | 使用車両          | クラス | 1      | 2      | 3        | 4      | 5        | 6        | 7       | 8      | 9        | 10     | 11      | 12       | 順位 | ポイント | クラス順位 |
| ------ | ------------------------------------------------------ | ----------------- | ------ | ------ | ------ | -------- | ------ | -------- | -------- | ------- | ------ | -------- | ------ | ------- | -------- | ---- | -------- | ---------- |
| 1977年 | ジョン・ブランドル モータース株式会社                  | トヨタ・セリカ    | B      | SIL    | BRH    | OUL Ret† | THR    | SIL ?    | THR Ret† | DON 4†  | SIL 15 | DON Ret† | BRH ?  | THR     | BRH 9    | ?    | ?        | 4位        |
| 1978年 | ジョン・ブランドル モータース株式会社                  | トヨタ・セリカ    | B      | SIL ?  | OUL 2† | THR ?    | BRH 4† | SIL 4†   | DON 5†   | MAL 4†  | BRH ?  | DON 5†   | BRH ?  | THR ?   | OUL DNS† | 7位  | ?        | 3位        |
| 1979年 | チーム・トヨタ GB / ヒューズ・オブ・ベアコンスフェルド | トヨタ・セリカ    | B      | SIL    | OUL    | THR      | SIL    | DON      | SIL      | MAL     | DON    | BRH      | THR    | SNE 10  | OUL 3†   | ?    | ?        | ?          |
| 1980年 | チーム・トヨタ GB / ヒューズ・オブ・ベアコンスフェルド | トヨタ・セリカ    | B      | MAL    | OUL    | THR      | SIL    | SIL      | BRH      | MAL     | BRH 13 | THR ?    | SIL    |         |          | NC   | 18       | NC         |
| 1981年 | TWR チーム・BP                                         | アウディ・80 GLE  | B      | MAL 2† | SIL 6  | OUL 12†  | THR ?  | BRH Ret† | SIL Ret  | SIL Ret | DON 4† | BRH DSQ  | THR 10 | SIL Ret |          | 15位 | 30       | 4位        |
| 1983年 | ウンパルト with デイリー・エクスプレス                 | MG・メトロ ターボ | B      | SIL    | OUL    | THR      | BRH    | THR      | SIL      | DON     | SIL    | DON      | BRH    | SIL 19  |          | 31位 | 2        | 8位        |

† 異なるクラスのために増設された2つのレースイベント。

### イギリス・フォーミュラ3選手権
| 年     | チーム                         | エンジン | 1     | 2       | 3     | 4       | 5       | 6     | 7     | 8      | 9     | 10      | 11    | 12      | 13      | 14    | 15      | 16    | 17    | 18      | 19    | 20    | 順位 | ポイント |
| ------ | ------------------------------ | -------- | ----- | ------- | ----- | ------- | ------- | ----- | ----- | ------ | ----- | ------- | ----- | ------- | ------- | ----- | ------- | ----- | ----- | ------- | ----- | ----- | ---- | -------- |
| 1982年 | デイブ・プライス・レーシング   | VW       | SIL 2 | THR Ret | SIL 3 | THR Ret | MAR Ret | SNE 4 | SIL 6 | SIL 7* | CAD 4 | SIL 3   | BRH 5 | MAR Ret | OUL Ret | BRH 2 | SIL Ret | SNE 4 | OUL 1 | SIL Ret | BRH 2 | THR 1 | 4位  | 60       |
| 1983年 | エディ・ジョーダン・レーシング | トヨタ   | SIL 2 | THR 2   | SIL 2 | DON 2   | THR 2   | SIL 3 | THR 2 | BRH 2  | SIL 2 | SIL 1‡* | CAD 1 | SNE 1   | SIL 2   | DON 1 | OUL Ret | SIL 2 | OUL 1 | THR 1   | SIL 1 | THR 3 | 2位  | 123      |

- ‡ : ヨーロッパF3との合同レースであり、イギリスF3のタイヤを使用しなかった為、ポイントの獲得は認められない。
- * : ヨーロッパF3との合同レース。
- 太字はポールポジション、斜字はファステストラップ。(key)

### F1
| 年     | 所属チーム   | シャシー | 1       | 2       | 3       | 4       | 5       | 6        | 7        | 8       | 9       | 10      | 11      | 12      | 13      | 14      | 15      | 16      | 17      | WDC         | ポイント |
| ------ | ------------ | -------- | ------- | ------- | ------- | ------- | ------- | -------- | -------- | ------- | ------- | ------- | ------- | ------- | ------- | ------- | ------- | ------- | ------- | ----------- | -------- |
| 1984年 | ティレル     | 012      | BRA DSQ | RSA DSQ | BEL DSQ | SMR DSQ | FRA DSQ | MON DNQ  | CAN DSQ  | DET DSQ | DAL DNQ | GBR     | GER     | AUT     | NED     | ITA     | EUR     | POR     |         | NC1 (31位)1 | 0        |
| 1985年 | ティレル     | 012      | BRA 8   | POR Ret | SMR 9   | MON 10  | CAN 12  | DET Ret  |          |         | GER 10  | AUT DNQ |         |         |         |         |         |         |         | NC (21位)   | 0        |
| 1985年 | ティレル     | 014      |         |         |         |         |         |          | FRA Ret  | GBR 7   |         |         | NED 7   | ITA 8   | BEL 13  | EUR Ret | RSA 7   | AUS NC  |         | NC (21位)   | 0        |
| 1986年 | ティレル     | 014      | BRA 5   | ESP Ret | SMR 8   |         |         |          |          |         |         |         |         |         |         |         |         |         |         | 11位        | 8        |
| 1986年 | ティレル     | 015      |         |         |         | MON Ret | BEL Ret | CAN 9    | DET Ret  | FRA 10  | GBR 5   | GER Ret | HUN 6   | AUT Ret | ITA 10  | POR Ret | MEX 11  | AUS 4   |         | 11位        | 8        |
| 1987年 | ザクスピード | 861      | BRA Ret |         |         |         |         |          |          |         |         |         |         |         |         |         |         |         |         | 18位        | 2        |
| 1987年 | ザクスピード | 871      |         | SMR 5   | BEL Ret | MON 7   | DET Ret | FRA Ret  | GBR NC   | GER NC  | HUN Ret | AUT DSQ | ITA Ret | POR Ret | ESP 11  | MEX Ret | JPN Ret | AUS Ret |         | 18位        | 2        |
| 1988年 | ウィリアムズ | FW12     | BRA     | SMR     | MON     | MEX     | CAN     | DET      | FRA      | GBR     | GER     | HUN     | BEL 7   | ITA     | POR     | ESP     | JPN     | AUS     |         | NC (20位)   | 0        |
| 1989年 | ブラバム     | BT58     | BRA Ret | SMR Ret | MON 6   | MEX 9   | USA Ret | CAN DNPQ | FRA DNPQ | GBR Ret | GER 8   | HUN 12  | BEL Ret | ITA 6   | POR 8   | ESP Ret | JPN 5   | AUS Ret |         | 20位        | 4        |
| 1991年 | ブラバム     | BT59Y    | USA 11  | BRA 12  |         |         |         |          |          |         |         |         |         |         |         |         |         |         |         | 15位        | 2        |
| 1991年 | ブラバム     | BT60Y    |         |         | SMR 11  | MON EX  | CAN Ret | MEX Ret  | FRA Ret  | GBR Ret | GER 11  | HUN Ret | BEL 9   | ITA 13  | POR 12  | ESP 10  | JPN 5   | AUS DNQ |         | 15位        | 2        |
| 1992年 | ベネトン     | B191B    | RSA Ret | MEX Ret | BRA Ret |         |         |          |          |         |         |         |         |         |         |         |         |         |         | 6位         | 38       |
| 1992年 | ベネトン     | B192     |         |         |         | ESP Ret | SMR 4   | MON 5    | CAN Ret  | FRA 3   | GBR 3   | GER 4   | HUN 5   | BEL 4   | ITA 2   | POR 4   | JPN 3   | AUS 3   |         | 6位         | 38       |
| 1993年 | リジェ       | JS39     | RSA Ret | BRA Ret | EUR Ret | SMR 3   | ESP Ret | MON 6    | CAN 5    | FRA 5   | GBR 14  | GER 8   | HUN 5   | BEL 7   | ITA Ret | POR 6   | JPN 9   | AUS 6   |         | 7位         | 13       |
| 1994年 | マクラーレン | MP4/9    | BRA Ret | PAC Ret | SMR 8   | MON 2   | ESP 11  | CAN Ret  | FRA Ret  | GBR Ret | GER Ret | HUN 4   | BEL Ret | ITA 5   | POR 6   | EUR Ret | JPN Ret | AUS 3   |         | 7位         | 16       |
| 1995年 | リジェ       | JS41     | BRA     | ARG     | SMR     | ESP 9   | MON Ret | CAN 10   | FRA 4    | GBR Ret | GER     | HUN Ret | BEL 3   | ITA Ret | POR 8   | EUR 7   | PAC     | JPN     | AUS Ret | 13位        | 7        |
| 1996年 | ジョーダン   | 196      | AUS Ret | BRA 12  | ARG Ret | EUR 6   | SMR Ret | MON Ret  | ESP Ret  | CAN 6   | FRA 8   | GBR 6   | GER 10  | HUN Ret | BEL Ret | ITA 4   | POR 9   | JPN 5   |         | 11位        | 8        |

(key)
- 1 : 1984年は、チームのレギュレーション違反（水タンク事件）によって、シーズンの全成績が抹消されている。

### スポーツカー

#### 世界耐久選手権/世界スポーツプロトタイプカー選手権/スポーツカー世界選手権
| 年     | チーム                 | 使用車両         | クラス | 1       | 2     | 3     | 4       | 5       | 6       | 7       | 8       | 9       | 10    | 11    | 順位 | ポイント |
| ------ | ---------------------- | ---------------- | ------ | ------- | ----- | ----- | ------- | ------- | ------- | ------- | ------- | ------- | ----- | ----- | ---- | -------- |
| 1985年 | TWR ジャガー           | ジャガー・XJR-6  | C1     | MUG     | MNZ   | SIL   | LMN     | HOC     | MOS 3   | SPA 5   | BRH     | FSW     | SHA   |       | 42位 | 8        |
| 1986年 | シルクカット・ジャガー | ジャガー・XJR-6  | C1     | MNZ     | SIL   | LMN   | NOR     | BRH     | JER Ret | NÜR     | SPA     | FSW     |       |       | NC   | 0        |
| 1987年 | シルクカット・ジャガー | ジャガー・XJR-8  | C1     | JAR     | JER   | MNZ   | SIL Ret | LMN Ret | NOR     | BRH     | NÜR     | SPA 1   | FSW   |       | 25位 | 20       |
| 1988年 | シルクカット・ジャガー | ジャガー・XJR-9  | C1     | JER Ret | JAR 1 | MNZ 1 | SIL 1   | LMN Ret | BRN 2   | BRH 1   | NÜR 2   | SPA 2   | FSW 1 | SUN 3 | 1位  | 240      |
| 1990年 | シルクカット・ジャガー | ジャガー・XJR-11 | C1     | SUZ Ret | MNZ 3 | SIL 1 | SPA Ret | DIJ 5   | NÜR 3   | DON DSQ | MTL Ret | MEX Ret |       |       | 8位  | 19       |
| 1991年 | シルクカット・ジャガー | ジャガー・XJR-14 | C1     | SUZ Ret | MNZ 2 | SIL 3 | LMN     | NÜR     | MAG     | MEX     | AUT     |         |       |       | 24位 | 12       |

- 太字はポールポジション、斜字はファステストラップ。(key)

#### IMSA GT選手権
| 年     | チーム                             | 使用車両         | クラス | 1     | 2      | 3      | 4   | 5      | 6     | 7     | 8      | 9     | 10    | 11    | 12  | 13     | 14    | 15    | 順位 | ポイント |
| ------ | ---------------------------------- | ---------------- | ------ | ----- | ------ | ------ | --- | ------ | ----- | ----- | ------ | ----- | ----- | ----- | --- | ------ | ----- | ----- | ---- | -------- |
| 1988年 | カストロール・ジャガー・レーシング | ジャガー・XJR-9  | GTP    | DAY 1 | MIA 2  | SEB 15 | ATL | PLM 10 | LIM 2 | MDO 2 | WGL 15 | ROA 4 | POR 3 | SNM 2 | SAN | COL 10 | FAI 1 |       | 5位  | 127      |
| 1990年 | カストロール・ジャガー・レーシング | ジャガー・XJR-12 | GTP    | DAY 2 |        |        |     |        |       |       |        |       |       |       |     |        |       |       | 20位 | 33       |
| 1990年 | カストロール・ジャガー・レーシング | ジャガー・XJR-10 | GTP    |       | MIA 15 | SEB    | ATL | PLM 12 | TOP 6 | LIM   | MDO    | WGL   | SNM   | POR   | ROA | SAN    | TEM   | FAI 7 | 20位 | 33       |
| 1991年 | バドライト・ジャガー・レーシング   | ジャガー・XJR-16 | GTP    | DAY   | PLM    | SEB    | MIA | ATL    | TOP   | LIM   | MDO    | NOR   | WGL   | LGA   | POR | ROA    | FAI 4 |       | 34位 | 10       |

- 太字はポールポジション、斜字はファステストラップ。(key)

#### ル・マン24時間レース
| ル・マン24時間レース 結果 | ル・マン24時間レース 結果                                 | ル・マン24時間レース 結果                       | ル・マン24時間レース 結果 | ル・マン24時間レース 結果 | ル・マン24時間レース 結果 | ル・マン24時間レース 結果 | ル・マン24時間レース 結果 |
| 年                        | チーム                                                    | コ・ドライバー                                  | 使用車両                  | クラス                    | 周回                      | 順位                      | クラス 順位               |
| ------------------------- | --------------------------------------------------------- | ----------------------------------------------- | ------------------------- | ------------------------- | ------------------------- | ------------------------- | ------------------------- |
| 1987年                    | シルクカット・ジャガー トム・ウォーキンショー・レーシング | ジョン・ニールセン                              | ジャガー・XJR-8LM         | C1                        | 231                       | DNF                       | DNF                       |
| 1988年                    | シルクカット・ジャガー トム・ウォーキンショー・レーシング | ジョン・ニールセン                              | ジャガー・XJR-9LM         | C1                        | 306                       | DNF                       | DNF                       |
| 1990年                    | シルクカット・ジャガー トム・ウォーキンショー・レーシング | アラン・フェルテ デイビッド・レズリー           | ジャガー・XJR-12          | C1                        | 220                       | DNF                       | DNF                       |
| 1990年                    | シルクカット・ジャガー トム・ウォーキンショー・レーシング | ジョン・ニールセン プライス・コブ               | ジャガー・XJR-12          | C1                        | 359                       | 1位                       | 1位                       |
| 1997年                    | NISMO TWR                                                 | ヨルグ・ミューラー ウェイン・テイラー           | 日産・R390 GT1            | GT1                       | 139                       | DNF                       | DNF                       |
| 1998年                    | トヨタ・モータースポーツ                                  | エマニュエル・コラール エリック・エラリー       | トヨタ・GT-One TS020      | GT1                       | 191                       | DNF                       | DNF                       |
| 1999年                    | トヨタ・モータースポーツ                                  | エマニュエル・コラール ヴィンセンツォ・ソスピリ | トヨタ・GT-One TS020      | LMGTP                     | 90                        | DNF                       | DNF                       |
| 2001年                    | チーム・ベントレー                                        | ステファン・オルテリ ガイ・スミス               | ベントレー・EXP スピード8 | LMGTP                     | 56                        | DNF                       | DNF                       |
| 2012年                    | グリーヴス・モータースポーツ                              | アレックス・ブランドル ルーカス・オルドネス     | ザイテック・Z11SN-日産    | LMP2                      | 340                       | 20位                      | 8位                       |

#### デイトナ24時間レース
| デイトナ24時間レース 結果 | デイトナ24時間レース 結果                                   | デイトナ24時間レース 結果                            | デイトナ24時間レース 結果 | デイトナ24時間レース 結果 | デイトナ24時間レース 結果 | デイトナ24時間レース 結果 | デイトナ24時間レース 結果 |
| 年                        | チーム                                                      | コ・ドライバー                                       | 使用車両                  | クラス                    | 周回                      | 順位                      | クラス 順位               |
| ------------------------- | ----------------------------------------------------------- | ---------------------------------------------------- | ------------------------- | ------------------------- | ------------------------- | ------------------------- | ------------------------- |
| 1988年                    | カストロール・ジャガー・レーシング                          | ヤン・ラマース ラウル・ボーセル ジョン・ニールセン   | ジャガー・XJR-9D          | GTP                       | 695                       | 1位                       | 1位                       |
| 1990年                    | カストロール・ジャガー・レーシング                          | プライス・コブ ジョン・ニールセン                    | ジャガー・XJR-12D         | GTP                       | 757                       | 2位                       | 2位                       |
| 2011年                    | ユナイテッド・オートスポーツ メイヤー・シャンク・レーシング | ザク・ブラウン マーク・ブランデル マーク・パターソン | ライリー・Mk.XX-フォード  | DP                        | 741                       | 4位                       | 4位                       |

#### セブリング12時間レース
| セブリング12時間レース 結果 | セブリング12時間レース 結果        | セブリング12時間レース 結果         | セブリング12時間レース 結果 | セブリング12時間レース 結果 | セブリング12時間レース 結果 | セブリング12時間レース 結果 | セブリング12時間レース 結果 |
| 年                          | チーム                             | コ・ドライバー                      | 使用車両                    | クラス                      | 周回                        | 順位                        | クラス 順位                 |
| --------------------------- | ---------------------------------- | ----------------------------------- | --------------------------- | --------------------------- | --------------------------- | --------------------------- | --------------------------- |
| 1988年                      | カストロール・ジャガー・レーシング | ラウル・ボーセル ジョン・ニールセン | ジャガー・XJR-9D            | GTP                         | 31                          | DNF                         | DNF                         |